# يوسف حسن (لاعب كرة قدم قطري)
يوسف حسن محمد علي (مواليد 24 مايو 1996) هو لاعب كرة قدم قطري يلعب مع نادي الغرافة في دوري نجوم قطر و‌منتخب قطر لكرة القدم في مركز حراسة المرمى.
يوسف حسن خريج أكاديمية أسباير و كانت له تجربة في الفئات السنية في نادي فياريال و أعاره الغرافة عام 2015 إلى يوبين البلجيكي وعاد بعدها إلى الغرافة .
مثل المنتخبات السنية القطرية .

## روابط خارجية
- يوسف حسن على موقع إي إس بي إن إف سي (الإنجليزية)
- يوسف حسن على موقع قاعدة بيانات كرة القدم.إي يو (الإنجليزية)
- يوسف حسن على موقع ناشيونال فوتبول تيمز (الإنجليزية)
- يوسف حسن على موقع Soccerway.com (الإنجليزية)
- يوسف حسن على موقع عالم كرة القدم.نت (الإنجليزية)